# Isaac Wells
Isaac Wells (Jackson, 18 agosto 1985) è un ex cestista statunitense.